# Jessica Long
Jessica Tatiana Long (29 de fevereiro de 1992) é uma nadadora paralímpica norte-americana nascida na Rússia, que compete nas provas da categoria S8 e SB7. Detém vários recordes mundiais e conquistou várias medalhas de ouro em quatro Jogos Paralímpicos de Verão (Atenas 2004, Pequim 2008, Londres 2012 e Rio 2016).
Obteve seis medalhas em Tóquio 2020, entre as quais três de ouro (duzentos metros medley da SM8, quatro por cem medley e 100 m borboleta da S8), duas de prata (quatrocentos metros livre da S8 e 100 m peito da SB7) e uma de bronze (100 m costas da S8).